# ورخنیایا سالدا
ورخنیایا سالدا (به روسی: Верхняя Салда) شهری در کشور روسیه که در استان سوردلوفسک واقع شده‌است. این شهر در سال ۱۷۷۸ تأسیس شد.
شرکت وی‌اس‌ام‌پی‌او-آویسما، که بزرگ‌ترین تولیدکنندهٔ فلز تیتانیم در جهان است، در این شهر قرار دارد.